# 아르헨티나볼로쥐
아르헨티나볼로쥐(Necromys benefactus)는 비단털쥐과에 속하는 남아메리카 설치류이다. 아르헨티나 중부 지역의 토착종으로 팜파스 지역과 건조 에스피날 지역(저지대 가시 덤불)에서 발견된다.